# Église Saint-Caprais de Saint-Caprais-de-Lerm
Pour les articles homonymes, voir Église Saint-Caprais.
L'église Saint-Caprais est une église catholique située à Saint-Caprais-de-Lerm, en France.

## Localisation
L'église Saint-Caprais est située à Saint-Caprais-de-Lerm, dans le département français de Lot-et-Garonne, .

## Historique
La construction de l'église a été entreprise au XIIe siècle avec la construction de l'abside, de la travée du chœur et des murs extérieurs de la nef avec le portail roman s'ouvrant au sud sur le cimetière.
La paroisse appartenait au Chapitre de la collégiale Saint-Caprais dans la transaction de 1235. Lorsqu'il a été décidé que les biens de ce Chapitre ne seraient plus possédés par les chanoines à titre individuel, la paroisse de Saint-Caprais-de-Lerm a continué à faire partie de la mense particulière du prieur.
La nef a été voûtée probablement au XIVe siècle d'après Georges Tholin. 
Trois chapelles, deux à gauche, une à droite, ont été ajoutées vers 1530. Un portail de style gothique flamboyant a été ouvert à cette époque sur la façade occidentale. Un porche le précède.

## Description
L'abside romane semi-circulaire et voûtée en cul-de-four. 
La travée du chœur est carrée. Elle est couverte d'une coupole sur pendentifs qui s'appuie dans les angles sur des colonnes en application sur les dosserets et des archivoltes doubles à cintre brisé. Le cul-de-four de l'abside s'amortit sur la travée du sanctuaire au niveau de la naissance de la coupole.
Un cordon chanfreiné court à la base de la voûte de l'abside. On le retrouve de même forme mais avec de grosses perles saillantes dans la travée suivante, à la base de la coupole.
Dans la travée du chœur se trouvent quatre chapiteaux :
- chapiteau avec deux colombes buvant dans le même calice,
- chapiteau avec entrelacs compliqués,
- chapiteau représentant l'Annonciation et la Présentation de Marie au Temple, avec une inscription AVE MARIA GR.... PL... ,
- chapiteau figurant les martyres de saint Caprais et sainte Foy avec une inscription dans le tailloir : ANGEL CAPRASI. DACIA... MI.......ES.

Les murs de la nef n'ont ni dosserets, ni contreforts.
Un portail roman à plein cintre a été ouvert dans la deuxième travée, au sud. Ses piedroits et ses archivoltes sont placés dans un massif avancé par rapport au mur de la nef. En partie supérieure, une corniche ornée de billettes est soutenue par six modillons. Le portail n'a pas de tympan. Elle est ornée de tores, de pointes de diamant et de billettes. Deux colonnettes sont cantonnées dans les angles rentrant des jambages.
La nef est divisée en quatre travées couvertes de voûtes d'ogives dont trois sont traversées au centre par un arc longitudinal. Ce type de voûte gothique est particulier et se rencontre en Angleterre et dans le Bordelais. Les arcs sont simplement appuyés sur des consoles. Le profil des ogives a conduit Georges Tholin à les dater du XIVe siècle.
Pour les trois chapelles :
- celle de droite est voûtée en berceau brisé, mais ne doit pas être du XIIe siècle,
- les deux de gauche sont couvertes par des croisées d'ogives. La voûte de l'une d'elles est divisée par des liernes et des tiercerons.

Le portail occidental est de style flamboyant. 
L'édifice est inscrit au titre des monuments historiques le 7 janvier 1926.

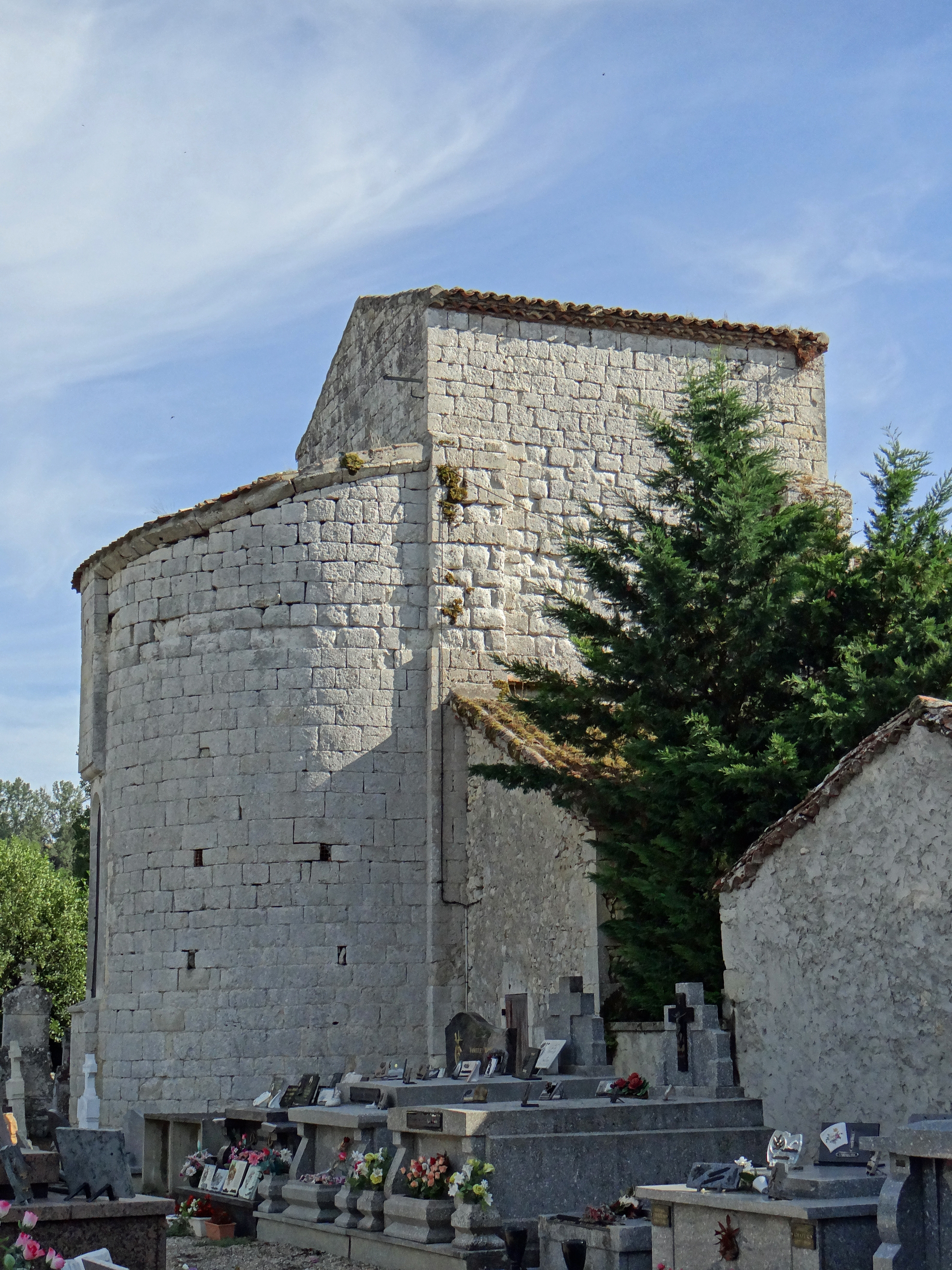
Chevet de l'église : abside et travée du chœur
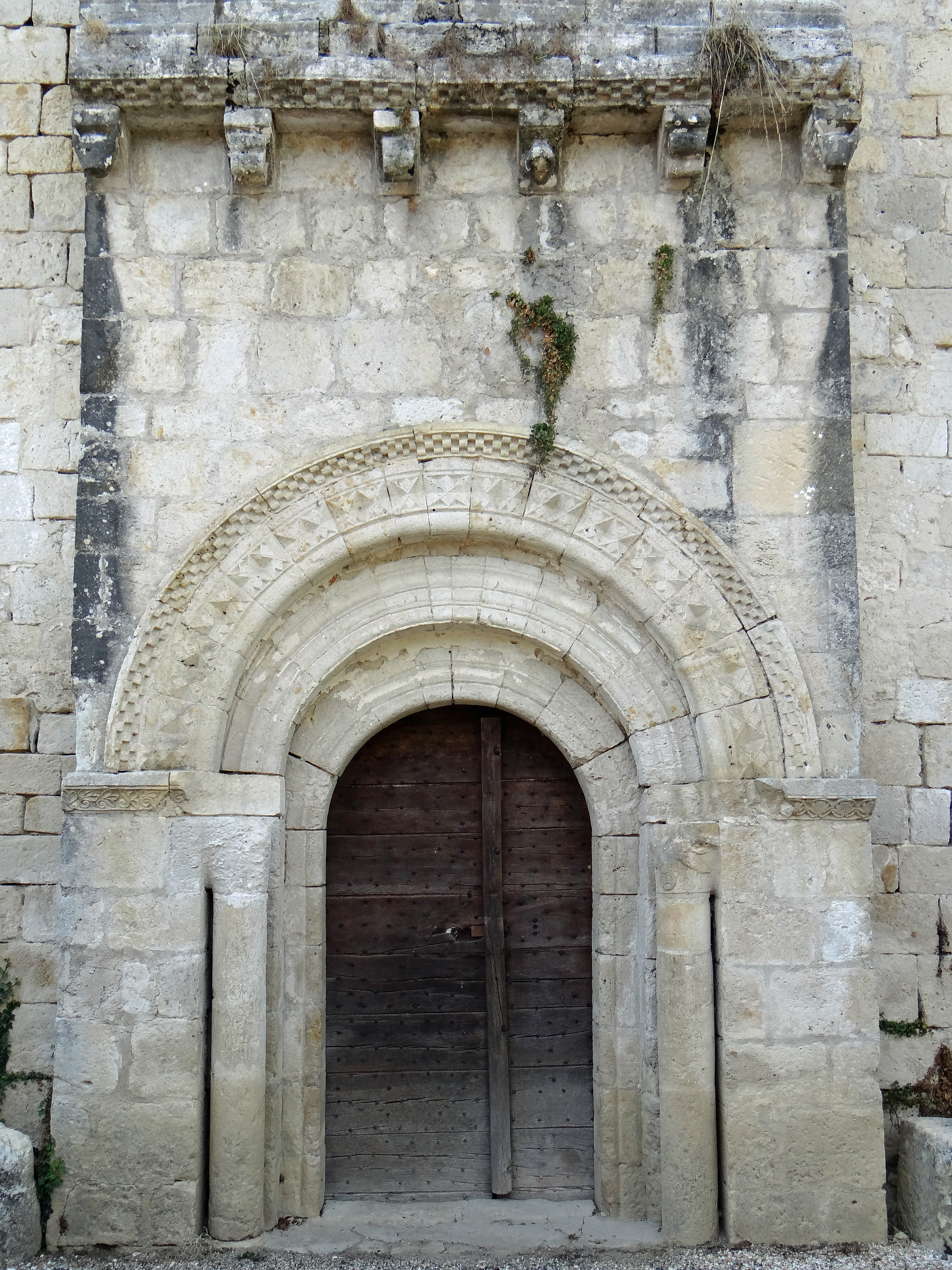
Portail roman
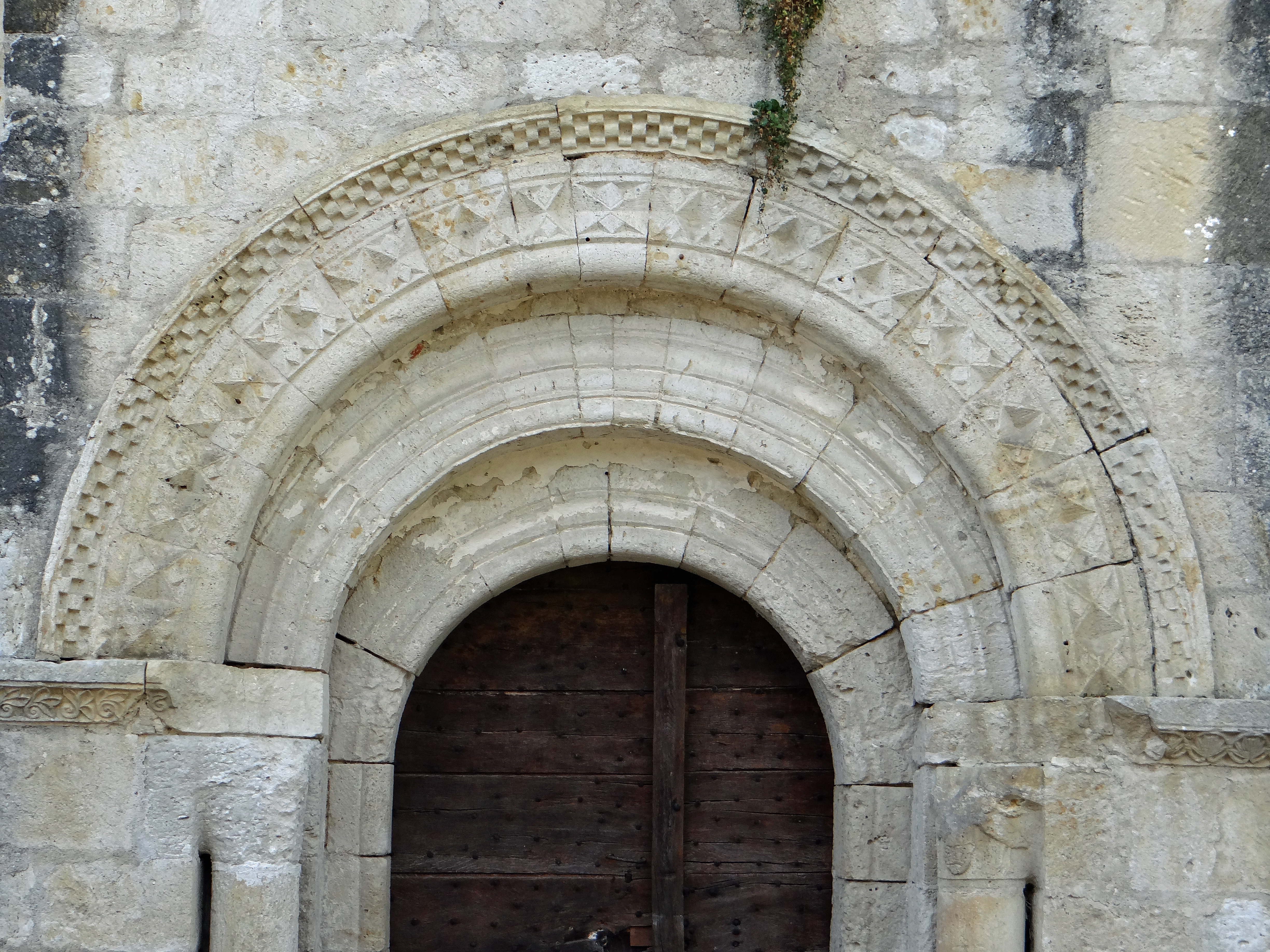
Détail du décor des voussures du portail roman
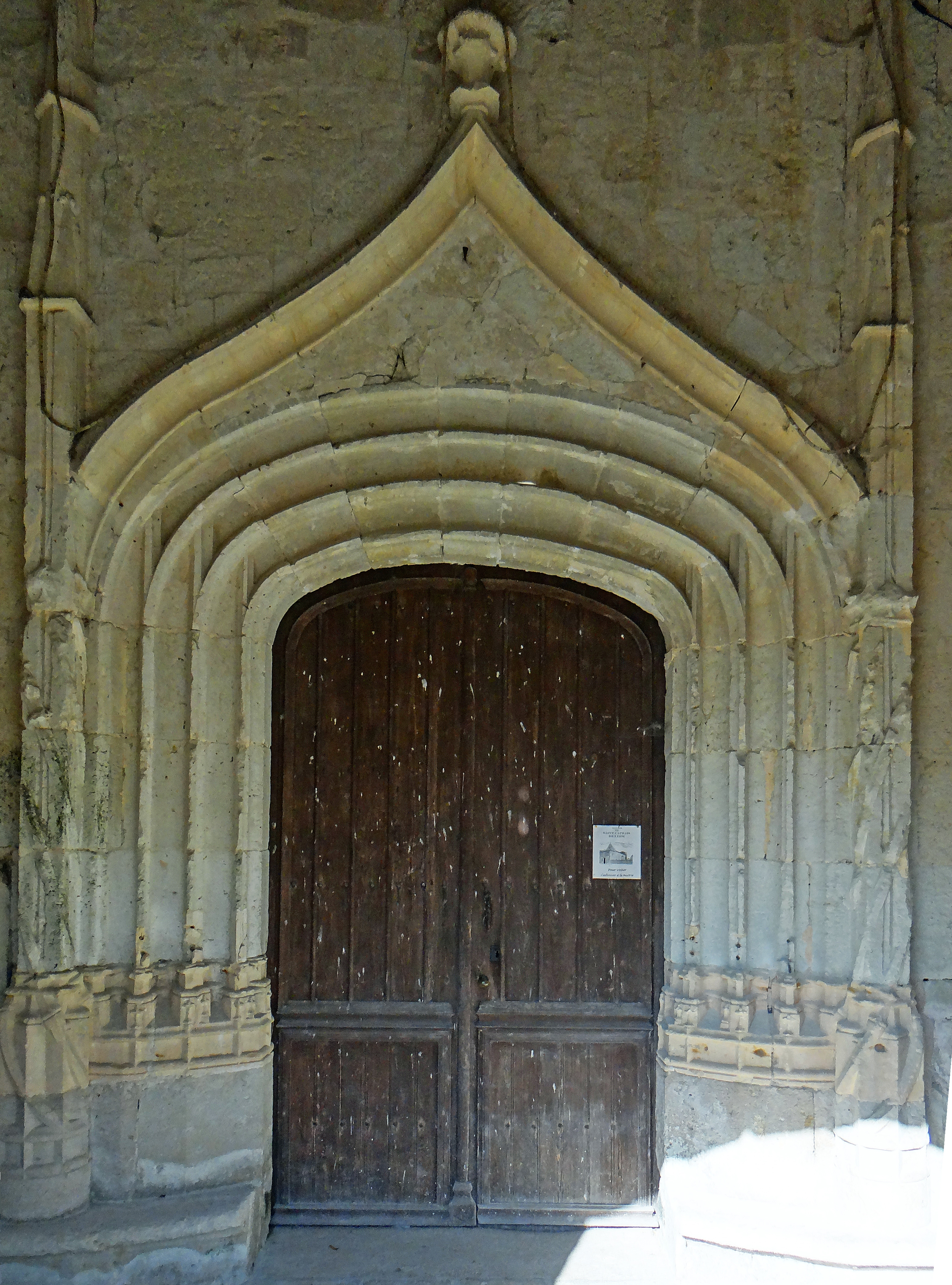
Portail gothique flamboyant